# Notopontonia platycheles
Notopontonia platycheles är en kräftdjursart som beskrevs av Bruce 1991. Notopontonia platycheles ingår i släktet Notopontonia och familjen Palaemonidae. Inga underarter finns listade i Catalogue of Life.